# 태학 (중국)
태학(중국어 간체자: 太学, 정체자: 太學)은 한나라 시기부터 존재한 중국에서 가장 높은 교육기관이었다. 영어권에서는 "황실대학", "황실학교", 또는 "황실학원" 등으로 번역하기도 한다. 한나라 때 설립된 이후, 수나라 시기 개혁을 통해 보다 행정적인 권한도 가지게 되었고 이름도 국자감으로 변경되었다. 마지막 국자감이었던 베이징 국자감은 1898년 광서제의 명령에 따라 베이징 제국대학으로 명칭이 변경되었으며, 이에 따라 국자감도 폐지되었다.
태학에서는 유교와 중국 문학을 가르쳤지만 초창기에는 국가기관이 아닌 사립기관이었다. 이후 수나라 때 과거제의 도입에 따라 교육제도를 정비하고 송나라 시기 완전히 국가 기관으로 자리잡게 되었다.

## 역사

### 태학

#### 한나라
"태학"이라는 단어는 경서에 처음 등장한다.

## 같이 보기
- 국자감